# Партоев, Курбонали
Курбонали Партоев  — учёный, кандидат сельскохозяйственных наук (1982), доктор сельскохозяйственных наук (2013), профессор (2016), член корреспондент Российской Академии Естествознания (2016), Заслуженный деятель науки и техники Российской Академии Естествознания (2016).

## Автобиография
Курбонали Партоев родился 10-го декабря 1952 года в селе Машконак Раштского района, в семье крестьянина. В 1973 году закончил агрономический факультет Таджикского аграрного университета с отличием. В 1974—1976 годы был очным аспирантом отдела селекции и семеноводства хлопчатника Института «Земледелие» Таджикской академии сельскохозяйственных наук. После завершения аспирантуры работал в этом отделе в должностях младший научный сотрудник (1977—1980 годы), старший научный сотрудник (1981—1983 годы). В течение 1984—2007 годы работал ведущим научным сотрудником, заведующим отделом картофелеводства, заместителем директора по науке Института садоводства, виноградарства и овощеводства Таджикской академии сельскохозяйственных наук. С 2008 года являлся старшим научным сотрудником, затем ведущим научный сотрудник и в настоящее время - главным научным сотрудником, заведующий лабораторией генетики и селекции растений Института ботаники, физиологии и генетики растений Национальной академии наук  Таджикистана. Также одновременно с 2014 по настоящее время является ведущим научным сотрудником Центра инновационного развития науки и новых технологий Национальной академии наук  Таджикистана по изучению продукционного потенциала растений топинамбура. С 2003 года по настоящее время является директором Общественной организации «Сотрудничество ради развития».

## Научная деятельность
В 1982 году, обобщая результаты своих научных работ на тему «Изменение признаков хлопчатника и их наследование под влиянием опыления облученной концентрированным солнечным светом ( ИКСС)  пыльцой», в городе Ташкент защитил кандидатскую диссертацию. В 2013 году защитил свою докторскую диссертацию в городе Казань Российской Федерации на тему «Особенности селекции и семеноводства картофеля в горной зоне Таджикистана». Его научная деятельность охватывает областей селекции и семеноводства хлопчатника, картофеля и топинамбура (земляная груша). Он впервые в условиях горной зоны Таджикистана провел скрещивание разных сортов картофеля и топинамбура. В результате проведенных селекционных работ ему удалось получать новые формы хлопчатника, картофеля и топинамбура. К. Партоев впервые разработал способы сочетания методов традиционной селекции с современной биотехнологии в процессе создания новых сортов картофеля в Таджикистане. Он является автором 8 новых сортов картофеля: «Зарина», «Дӯсти», «Файзобод», «Тоҷикистон», «Рашт», «Академия наук-1», «Сурхоб», «Нилуфар», один сорт топинамбура «Сарват» и одного патента. На основе этих научно-исследовательских работ под его руководством подготовлены 8 кандидатских (Сайдалиев Н. Х., Наимов А. С., Каримов И. И. Нихмонов И. С., Курбонов М. К. Сафаралиев Н. М., Ясинов Ш. М., Сафармади Мирзо) и 2 докторских диссертации (Садридинов С., Гулов М.).

## Научное наследие
Профессор Партоев К. является автором более 300 научных статьей, в том числе более 20 книг (монографии). Его книги — «Каталог (Фехрасти) сельскохозяйственных культур», 2008; «Агробиоразнообразия Таджикистана» («Гуногунии агробиологии Тоҷикистон»), 2010; «Селекция и семеноводство картофеля в условиях Таджикистана», 2013; «Картофель и его выращивания в Таджикистане» («Картошка ва парвариши он дар Тоҷикистон»), 2014;»Агробиология, селекция и семеноводство картофеля--Solanum tuberosum L.» («Агробиология, селексия ва тухмипарварии картошка-Solanum tuberosum L.»), 2015; «Значение топинамбура в обеспечение продовольствием и горючего в
Таджикистане» («Ахамияти топинамбур дар таъмини озукавори ва сӯзишвори дар Тоҷикистон»,) 2016; «Характеристика и доступность к традиционным знаниям и уникальные сорта сельскохозяйственных культур» («Тавсиф ва дастрасӣ ба таҷрибаҳои мардумӣ ва навъҳои нодири зироатҳои кишоварзӣ»), 2017; «Выращивание сельскохозяйственных культур в Бадахшане Таджикистана и Афганистана» («Парвариши зироатњои кишоварзї дар Бадахшони Тољикистону Афѓонистон») и другие являются важными научными результатами исследований автора. Книги К. Партоева «Гибридизация картофеля в Таджикистане», 2010; «Агробиоразнообразия и традиционные знания в сельском хозяйстве необходимо сберечь», 2011; «Фотоатлас сельскохозяйственных растений» — «Агробиоразнообразие-пища, ресурс и богатство», 2011; «Словарь по картофелеводству», 2012 опубликованы на трех языках -таджикском, русском и английском, что свидетельствует об значимых научных достижениях ученого в области сельского хозяйства и биоразнообразия.

### Книги (монографии)
1. Дастури картошкапарвар /Партоев К., Каримов Б., Назаров М.- Душанбе: Ирфон, 1988. — 120 с.
2. Роҳнамои фермер / ШариповА. Ф., Рахимов Ш. Р., Партоев К., Джалилов Х. Н. — Душанбе: Дониш, 2004. — 174 с.
3. Дастур барои дехконон / Партоев К., Мамадалиева М., Садиров Р. А., Сулангов М. С. — Душанбе: Дониш, 2005. — 113 с.
4. Реформа в аграрном секторе Республики Таджикистан/ Партоев К., Мамадалиева М.-Душанбе: 2006. −74 с.
5. Дастурхо барои кишоварзон/ Партоев К., Сулангов М., Бозоров М., Мусоев А. Душанбе: 2007.- 77 с.
6. Фехрасти (каталоги) зироатхои кишоварзи/ Партоев К., Сулангов М., Намозов Х., Абдурахимов А. — Кулоб, 2008. — 120 с.
7. Машконак — деҳае дар Раштонзамин/Партоев К.-Душанбе, 2008. −161 с.
8. Путеводитель для сельскохозяйственных работников / К. Партоев, М. Сулангов, Х. Намозов, А. Абдурахмонов // — Душанбе, 2010. — 66 с.
9. The hybridization of potato (Solanum tuberosum L.) in Tajikistan / K. Partoev, S. Naimov, K. Melikov, А. Jumahmadov, S. Abdurahimov //- Dushanbe, 2010. −38p.
10. Гуногунии агробиологии Точикистон/ Сафаров Н., Новикова Т., Партоев К., М., Дустов Д. Душанбе: Мир, 2010.-123 с.-http://ravshanfikr.tj/ilm-oi-tibb.raw?task=download&fid=48
11. Местное агробиоразнообразие и традиционные знания в сельском хозяйстве необходимо сберечь/ Партоев К., Сулангов М., Меликов К., Джмухмадов А. Душанбе: Мир, 2011.-238 с.
12. Local agro biodiversity and traditional knowledge in agriculture need to be preserved/ Partoev K., Sulangov M., Melikov K., Jumakhmadov A. Dushanbe: 2011.- 123p.
13. Агробиоразнообразие- пища, ресурс и богатство (на таджикском, русском и английском языках/ Партоев К., Меликов К., Сулангов М., Джумахмадов А. Душанбе: 2011.- 85 с.
14. Словарь по картофелеводству / К. Партоев, Ли Чунг Сик, К. Алиев, А. Ф. Салимов. — Душанбе, 2011. — 43 с.
15. Выращивание семенного картофеля / К. Партоев, С. Наимов, Б. Каримов, М. Сулангов, К. Меликов, К. Алиев // — Душанбе, 2011. — 60 с.
16. Селекция и семеноводства картофеля в условиях Таджикистана/Партоев К. Душанбе, "Дониш", 2013. - 190с.
17. Особенности селекции и семеноводства картофеля в горной зоне Таджикистана. Докторская диссертация/Партоев К.-Казань, 2013.-330 с.
18. Дастурамал оиди парвариши картошка/Партоев К., Сулангов М., Каримов Н. Душанбе: Мир, 2016.-65 с.
19. Ахамияти топинамбур дар таъмини озукавори ва сузишвори дар Тоҷикистон/ Партоев К., Ясинов Ш. М. Сайдалиев Н. Х. Душанбе: Катрина-С., 2016.-167 с.
20. Топинамбур (ноки замини)- зироати ояндадор дар кишоварзи/Партоев К., Ясинов Ш. М., Сайдалиев Н. Х., Халимов А. Душанбе: Катрина-С., 2016.-136 с.-http://ravshanfikr.tj/ilm-oi-tibb.raw?task=download&fid=49
21. Тавсиф ва дастрасӣ ба таҷрибаҳои мардумӣ ва навъҳои нодири зироатҳои кишоварзӣ/ Партоев К., Каримов И. И., Зеваршоев А. Душанбе: ДДОТ, 2017.-93 с.
22. Продуктивность топинамбура (Helianthus tuberosus L.) в условиях Гиссарской и Раштской долин Таджикистана. /Партоев К., Сайдалиев С.Х./Душанбе: 2019.-120с.

### Учебные книги
1. Картошка ва парвариши он дар Точикистон/ Партоев К., Салимов А. Ф.. Каримов Б.Душанбе: Дониш,2014. — 180 с.
2. Селекция и семеноводство картофеля в условиях Таджикистана/Партоев К. Душанбе: Дониш, 2013. −190 с.
3. Агробиология, селексия ва тухмипарварии картошка-Solanum tuberosum L. Партоев К., Алиев К. А. Душанбе, 2015.-128 с.

## Премии и вознаграждений
- «Заслуженный деятель науки и техники» Российской Академияии Естествознания (2016)-http://rae.ru/ru/awards/zdnt.html
- Приз Академии наук Республики Таджикистан "Лучший изобретатель и рационализатор Таджикистана". 26.06.2019 г.
- Отличник просвещения и науки Республики Таджикистан. 14.04. 2021 г.
- Отличник прессы Республики Таджикистан. 07.09. 2021 г.
- Лучший ученый в области сельского хозяйства Хатлонской области Республики Таджикистан. 25.12.2021 г.
- Почетный профессор Института селекции, семеноводства и агротехнологии хлопка Республики Узбекистан, 07.12.2024г.
- Государственное награждение медаль "Хизмати шоиста" ("Доблестный труд"), 13.08.2024г.